# Estafilínids
Els estafilínids (Staphylinidae) són una família de coleòpters polífags de la superfamília estafilinoïdeus que es distingeixen pels seus èlitres curts que deixen més de la meitat del seu abdomen exposat. S'han descrit unes 56000 espècies distribuïdes en uns 3500 gèneres. Cada any se'n descriuen unes 400 espècies noves i es creu que les 3/4 de les espècies tropicals encara no s'han descrit. Aquest grup és el segons més nombrós dels escarabats després dels Curculionidae. És un grup antic amb fòssils des del Triàsic, fa 200 milions d'anys.

## Ecologia
Es troben en qualsevol dels hàbitats que ocupen els coleòpters i són polífags excepte els teixits vius de les plantes superiors. Alguns (com Thinopinus pictus) se submergeixen en el mar en la zona de marees; Poques espècies, com algunes del gènere Aleochara, són parasitoides d'altres insectes.
Els del gènere Stenus són predadors de petits invertebrats com els col·lèmbols deixant anar els llavis del seu cap i alliberant una substància adhesiva que s'enganxa a la presa.

## Sistemàtica

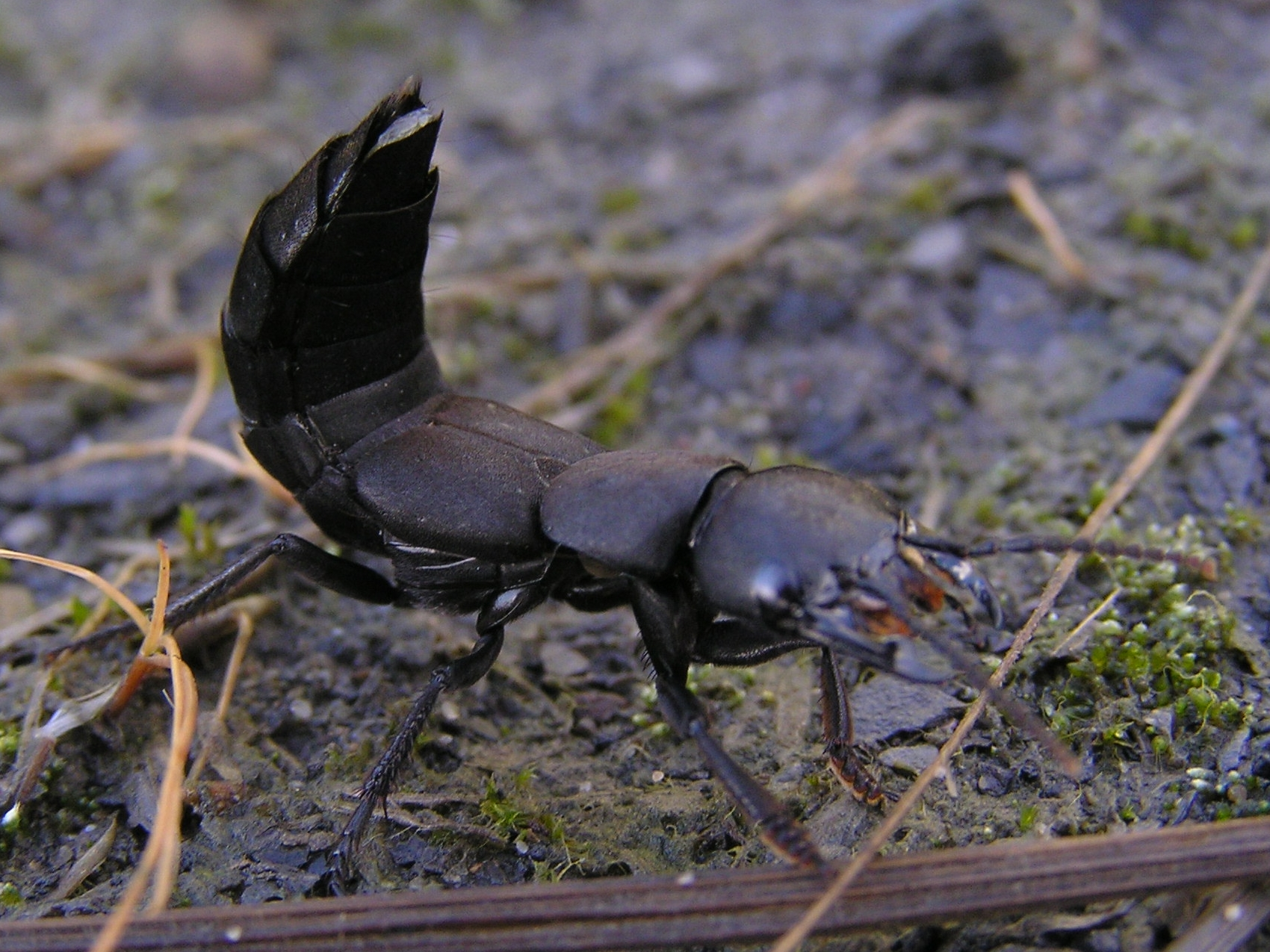
Ocypus olens.

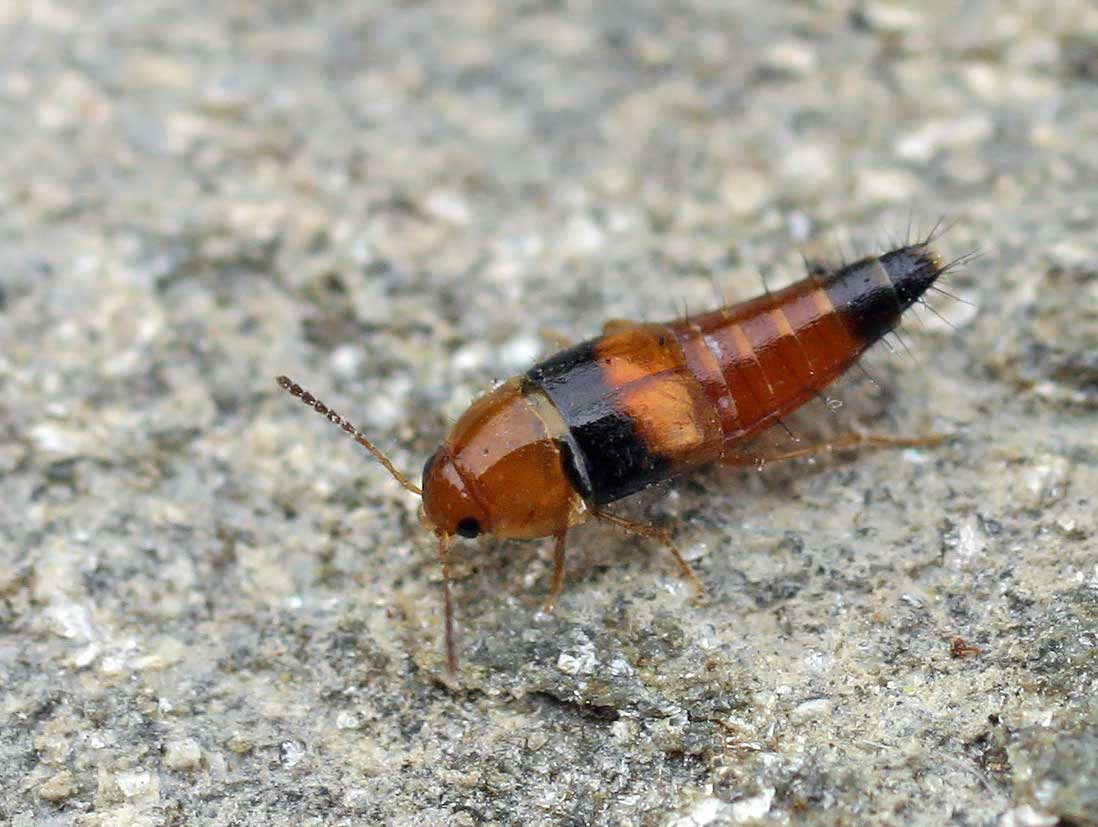
Tachyporus obtusus.

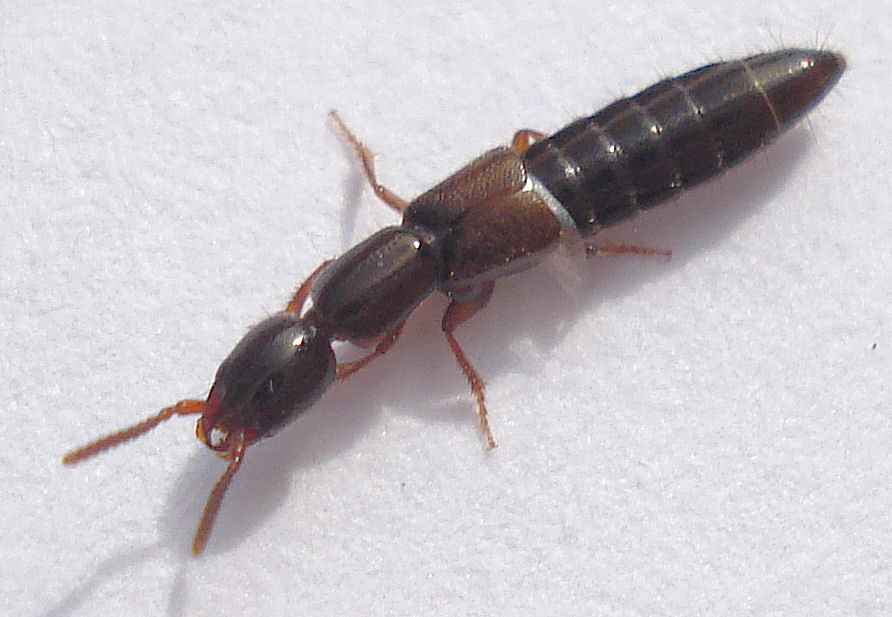
Xantholinus sp.

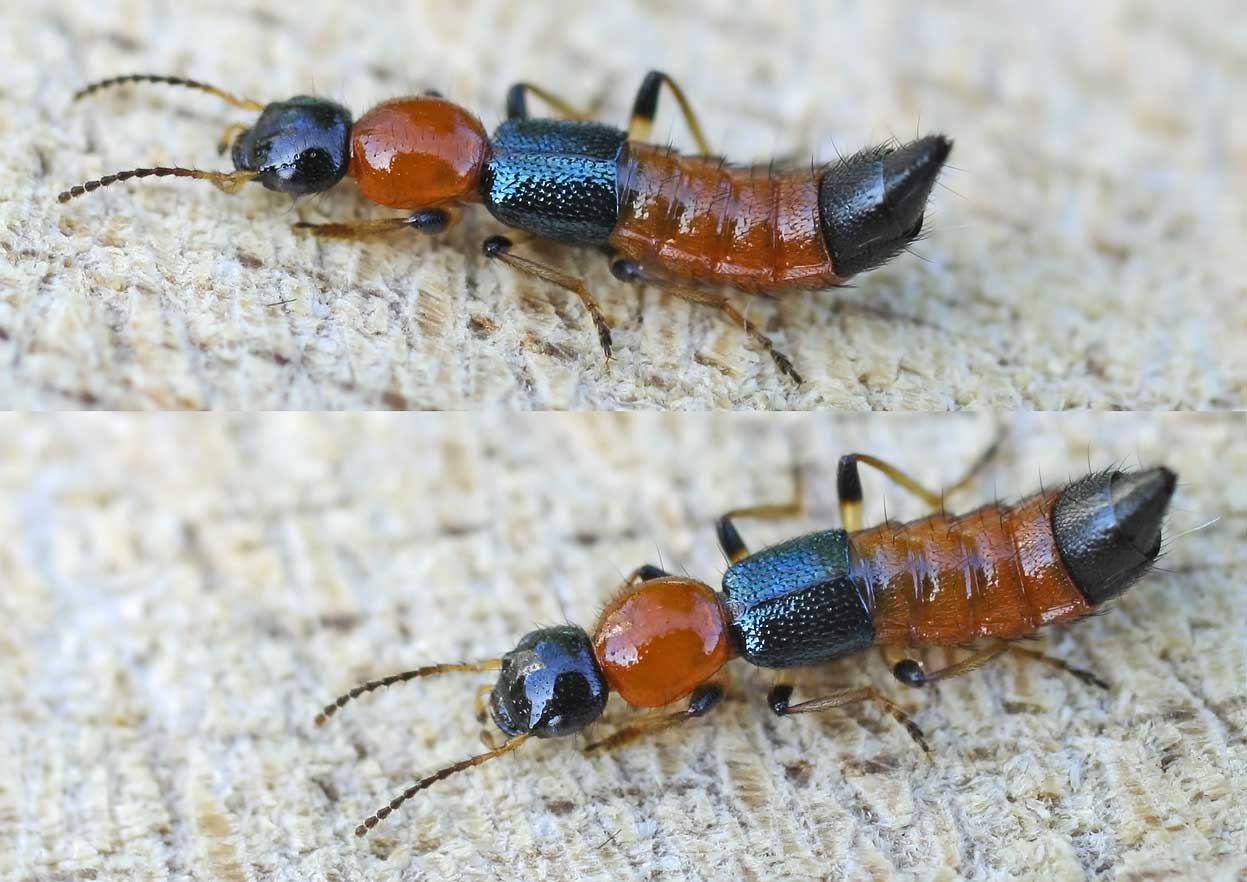
Paederus littoralis.

La classificació és controvertida; segons Bouchard et al., els estafilínids inclouen les següents subfamílies:
- Subfamília Glypholomatinae Jeannel, 1962
- Subfamília Microsilphinae Crowson, 1950
- Subfamília Omaliinae MacLeay, 1825
- Subfamília Empelinae Newton and Th ayer, 1992
- Subfamília Proteininae Erichson, 1839
- Subfamília Micropeplinae Leach, 1815
- Subfamília Neophoninae Fauvel, 1905
- Subfamília Dasycerinae Reitter, 1887
- Subfamília Protopselaphinae Newton and Thayer, 1995
- Subfamília Pselaphinae Latreille, 1802
- Subfamília Phloeocharinae Erichson, 1839
- Subfamília olisthaerinae Thomson, 1858
- Subfamília Tachyporinae MacLeay, 1825
- Subfamília Trichophyinae Thomson, 1858
- Subfamília Habrocerinae Mulsant and Rey, 1876
- Subfamília Aleocharinae Fleming, 1821
- Subfamília Trigonurinae Reiche, 1866
- Subfamília Apateticinae Fauvel, 1895
- Subfamília Scaphidiinae Latreille, 1806
- Subfamília Piestinae Erichson, 1839
- Subfamília Osoriinae Erichson, 1839
- Subfamília Oxytelinae Fleming, 1821
- Subfamília Oxyporinae Fleming, 1821
- Subfamília Megalopsidiinae Leng, 1920
- Subfamília Scydmaeninae Leach, 1815
- Subfamília Steninae MacLeay, 1825
- Subfamília Euaesthetinae Thomson, 1859
- Subfamília Solieriinae Newton and Thayer, 1992
- Subfamília Leptotyphlinae Fauvel, 1874
- Subfamília Pseudopsinae Ganglbauer, 1895
- Subfamília Paederinae Fleming, 1821
- Subfamília Staphylininae Latreille, 1802
- Subfamília Protactinae † Heer, 1847